# Bandicota savilei
Bandicota savilei або бандикота індокитайська- вид гризунів з родини мишевих, що мешкає в Південно-Східній Азії.

## Опис
Індокитайська бандікота зовні схожа на індійську бандікоту (Bandicota indica), але дещо меша за розміром. Її можна сплутати з молодою індійською бандікотою. Довжина тіла- від 15 до 24 см; довжина хвоста від 12,5 до 23 см. Шерсть трохи менш жорстка, ніж в споріденених видів, сіро-коричневого кольору. Живіт значно світліший. Хвіст покритий лусочками; біля основи хвоста є біле кільце. Різці оранжевого або жовтого кольору.

## Екологія
Гризун уникає лісів і мешкає на відкритих рінинах, близько до води, наприклад, на рисових і кукурудзяних полях. Є синантропним видом і може жити навіть в містах. Як правило. нору вона риє поза людськими житлами. Нори мають окремі камери для запасів. Добре пристосовується до несприятливих умов, вміє плавати.

## Поширення і збереження
Ареал індокитайської бандікоти значно менший, ніж в індійської і бенгальської. Вона мешкає на півострові Індокитай, в М'янмі, Камбоджі, Таїланді і В'єтнамі. Можливо, може мешкати на півдні Лаосу, в долині Меконгу. В місцях свого проживання індокитайська бандікота мешкає поряд з індійською і бенгальською.
Це численний вид, в багатьох місцях є шкідником сільського господарства. МСОП вважає індокитайську бандікоту видом, що не потебує особливого захисту.